# 颱風塔巴 (2019年)
颱風塔巴（英語：Typhoon Tapah，國際編號：1917，聯合颱風警報中心：WP182019，菲律賓大氣地球物理和天文服務管理局：Nimfa）是2019年太平洋颱風季第17個被命名的熱帶氣旋。「塔巴」一名是由馬來西亞提供，意即叉尾鲇（學名：Wallago attu），為一種淡水鯰魚類，魚身巨大，是當地體積最大的淡水魚。

## 發展過程
此前減弱的熱帶擾動95W移入呂宋東方重新發展，9月17日上午8時，日本氣象廳將其升格為熱帶低氣壓。中午12時，聯合颱風警報中心將其評級提升為「中」
9月18日上午8時，日本氣象廳對其發布烈風警報。下午12時45分，香港天文台將其升格為熱帶性低氣壓，並對其發布路徑預測。下午2時，台灣中央氣象局將其升格為熱帶性低氣壓，給予編號23，並對其發布路徑預測。下午4時，聯合颱風警報中心對其發布熱帶氣旋形成警報。下午5時，聯合颱風警報中心將其評級提升為「高」。
9月19日上午10時，聯合颱風警報中心將其升格為熱帶性低氣壓，給予熱帶氣旋編號18W。下午2時，日本氣象廳將其升格為熱帶風暴，給予國際編號1917，並命名「塔巴」。中國國家氣象中心、台灣中央氣象局也在不久後跟隨升格。下午8時，香港天文台將其升格為熱帶風暴。下午10時，聯合颱風警報中心也將其升格。在翌日下午4時02分，香港天文台將其升格為強烈熱帶風暴。各國亦在下午進行升格。
9月21日上午7時，日本氣象廳將其升為颱風。上午10時，香港天文台將其升為颱風。
9月22日上午8時，香港天文台將其降為強烈熱帶風暴。
9月23日凌晨4時，聯合颱風警報中心對其發布最後警告。上午8時，日本氣象廳表示塔巴轉化為溫帶氣旋。

### 事後調整
聯合颱風警報中心在2020年9月發表的最佳路徑中，將其巔峰上調至65節（約120公里/每小時），即是將其補升至颱風強度。

## 影響

### 中國大陸
當地發佈之最高熱帶氣旋警告信號： 颱風藍色預警信號
在9月21日上午6時發佈颱風藍色預警信號。

#### 上海
當地發佈之最高熱帶氣旋警告信號： 颱風藍色預警信號

### 日本
福岡縣、佐賀縣、長崎縣、熊本縣多測站都出現破紀錄陣風，長崎對馬市22日觀測到3小時141毫米雨量，是9月新高紀錄，日本氣象廳稱其是50年一遇大雨。
塔巴在日至少造成30人受到輕傷，九州及山陰山陽地區有6萬6310戶停電
。

### 韓國
截至23日上午，塔巴颱風已在韓國造成26人受傷，其中1人傷勢嚴重，另外還有323處設施受損的災情，近3萬戶停電
。

## 熱帶氣旋警告使用記錄

### 中國大陸
| 国家气象中心 颱風預警信號 | 国家气象中心 颱風預警信號 | 国家气象中心 颱風預警信號 |
| ------------------------- | ------------------------- | ------------------------- |
| 上一熱帶氣旋              | 颱風藍色預警信號          | 下一熱帶氣旋              |
| 超強颱風玲玲 熱帶風暴劍魚 | 颱風藍色預警信號          | 颱風米娜                  |

## 外部連結
| 太平洋颱風季             |
| 主題頁 - 專題 - 編輯指南 |

- （日語）日本氣象廳首頁 （页面存档备份，存于）
- （英文）聯合颱風警報中心首頁 （页面存档备份，存于）
- （简体中文）中央氣象台首頁
- （繁體中文）中央氣象局首頁 （页面存档备份，存于）
- （繁體中文）香港天文台首頁 （页面存档备份，存于）
- （繁體中文）澳門地球物理暨氣象局首頁 （页面存档备份，存于）
- （英文）菲律賓大氣地球物理和天文管理局 惡劣天氣公告